# Lutjanus russellii
Lutjanus russellii es una especie de peces de la familia Lutjanidae en el orden de los Perciformes.

## Morfología
• Los machos pueden llegar alcanzar los 50 cm de longitud total.

## Alimentación
Come pescados y invertebrados bentónicos.

## Hábitat
Es un pez de mar de clima tropical y asociado a los  arrecifes de coral que vive entre 10-80 m de profundidad.

## Distribución geográfica
Se encuentra desde el África Oriental hasta Fiyi, el sur del Japón y Australia.

## Uso comercial
Es una especie habitual de los mercados de pescado vivo de Hong Kong.